# Alain Besseche
Alain Besseche (Saint-Brieuc, 6 de agosto de 1929-Echichens, 11 de julio de 2020) fue un deportista francés que compitió en esgrima, especialista en la modalidad de espada. Ganó una medalla de oro en el Campeonato Mundial de Esgrima de 1951, en la prueba por equipos.

## Palmarés internacional
| Campeonato Mundial | Campeonato Mundial | Campeonato Mundial | Campeonato Mundial |
| Año                | Lugar              | Medalla            | Prueba             |
| ------------------ | ------------------ | ------------------ | ------------------ |
| 1951               | Estocolmo (Suecia) | Medalla de oro     | Espada por equipos |